# Scrobigera staudingeri
Scrobigera staudingeri là một loài bướm đêm trong họ Noctuidae.